# Порто Реканати
По̀рто Рекана̀ти (на италиански: Porto Recanati) е морски курортен град и община в Централна Италия, провинция Мачерата, регион Марке. Разположен е на брега на Адриатическо море. Населението на общината е 12 264 души (към 2010 г.).